# Schima noronhae
Schima noronhae är en tvåhjärtbladig växtart som beskrevs av Caspar Georg Carl Reinwardt och Carl Ludwig von Blume. Schima noronhae ingår i släktet Schima och familjen Theaceae. Inga underarter finns listade i Catalogue of Life.